# مكتب الفضاء المجري
مكتب الفضاء المجري (بالإنجليزية: Hungarian Space Office)‏ هي وكالة الفضاء التابعة لجمهورية المجر. أسستها الحكومة المجرية في العام 1992. والمدير الحالي هو إلويد بوث (1997-حتى الآن).

## وصلات خارجية
- Hungarian Space Office - English page